# Sobor (ortodossia)
Il sobor, in russo собо́р?, è un concilio di vescovi e di altri rappresentanti della Chiesa ortodossa, ecclesiastici e laici. Viene convocato tendenzialmente per prendere decisioni in materia di fede, moralità e rito liturgico. La parola Sobor deriva dal termine slavo ecclesiastico utilizzato per indicare un'assemblea.
Il sobor è un istituto differente dal sinodo, il quale è formato da soli vescovi. Esistono diverse tipologie di questa particolare assemblea che vanno dal sobor ecumenico (vselenskyj), a quello regionale (pomisnyj), provinciale (provinciinyj), eparchiale (eparchijal'nyj), e minore (soborčyk). Tale termine è anche usato per "cattedrale" e "chiesa" in slavo antico.
Non deve essere confuso con lo Zemskij Sobor, che nel XVI e XVII secolo fu un concilio composto da rappresentanti di vescovi, boiardi e cittadini russi convocato dallo zar.